# Carlamaria Heim

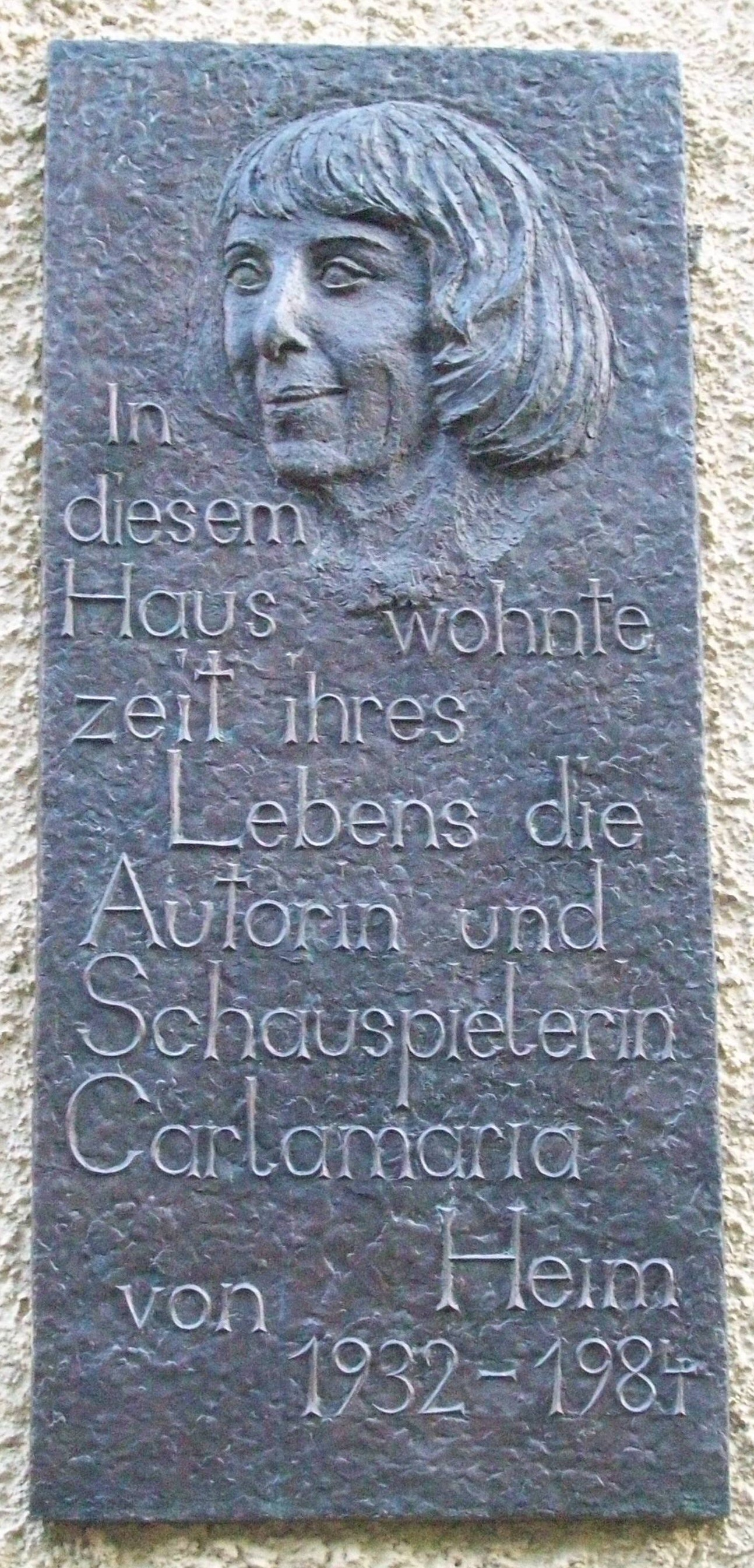
Múnich, Johannisplatz 10: Placa en recuerdo de Carlamaria Heim

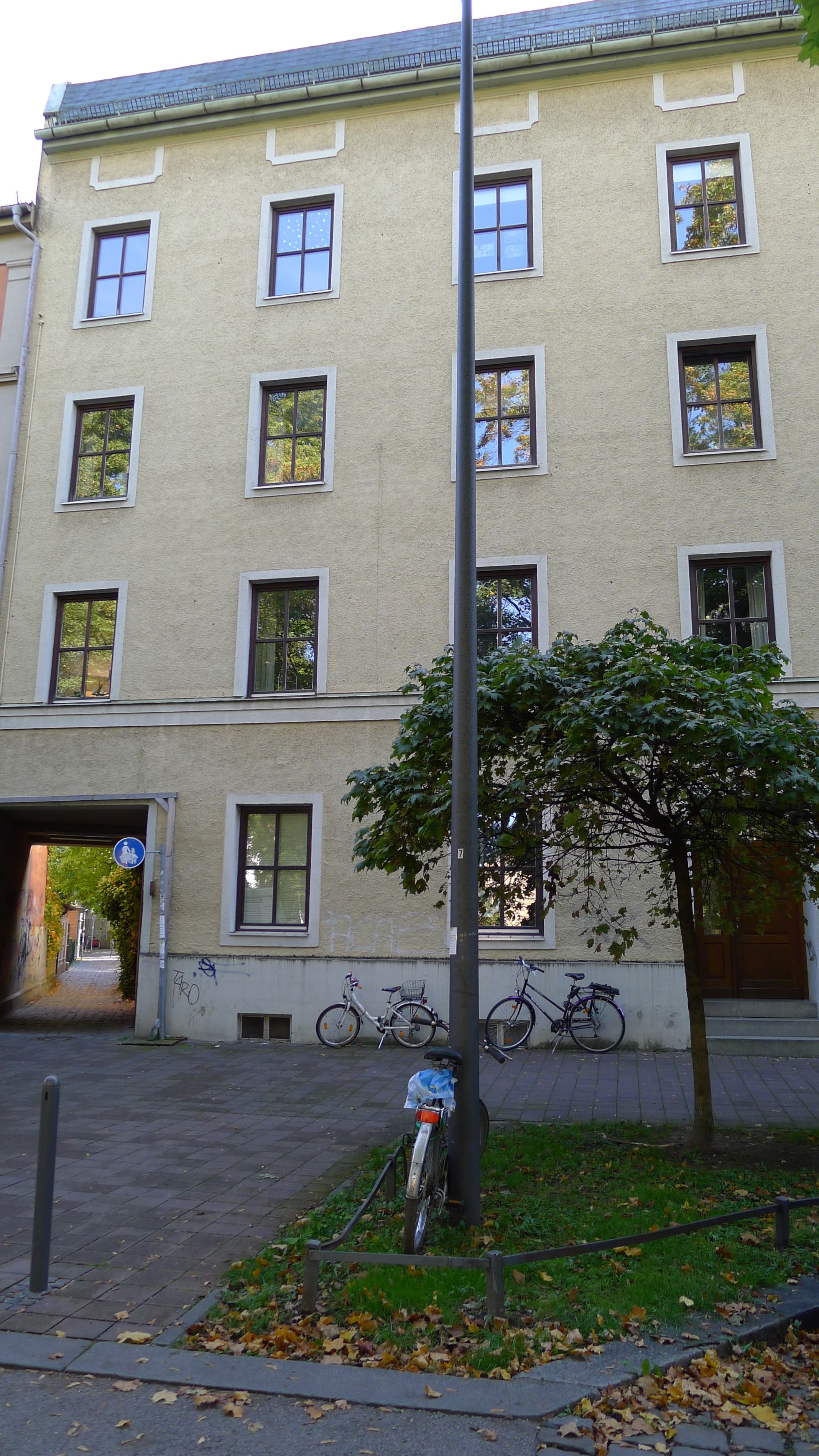
Carlamaria Heim vivió más de 50 años aquí: Johannisplatz 10

Carlamaria Heim (2 de marzo de 1932 - 9 de abril de 1984) fue una actriz y escritora de nacionalidad alemana.

## Biografía
Nacida en Múnich, Alemania, Carlamaria Heim trabajó principalmente para producciones de Bayerischer Rundfunk. Son inolvidables sus actuaciones como la esposa de "Schorsch" en la serie televisiva Meister Eder und sein Pumuckl a principios de los años 1980. En la serie telvisiva Die Wiesingers interpretaba a la cocinera Babett. También actuó bajo la dirección de Helmut Dietl en las series Münchner Geschichten y Monaco Franze - Der ewige Stenz. En 1973 actuó en el episodio Ein Funken in der Kälte de la serie criminal Der Kommissar. Igualmente, en 1972 trabajó junto a Lore Lorentz y Heinz von Cleve en la obra teatral Drácula, representada en el cabaret de Düsseldorf Kom(m)ödchen.
Son notables las memorias de su madre, Josefa Halbinger, que ella publicó en grabaciones, y por las cuales recibió en el año 1983 el Premio Tukan. Ofrecían una vívida imagen de la vida familiar obrera de Múnich desde principios del siglo XX hasta los años 1960. Carlamaria Heim describió también su infancia en Aus der Jugendzeit, obra publicada en el año 1984 a título póstumo.
Carlamaria Heim estuvo casada con el actor y artista de cabaret Joachim Hackethal. Ella se suicidó en Múnich el 9 de abril de 1984.
El 26 de abril de 2001 se descubrió en Múnich, en Johannisplatz 10, una placa en su memoria.

## Filmografía (selección)
- 1974 : Schulmädchen-Report. 8. Teil: Was Eltern nie erfahren dürfen
- 1976 : Das Brot des Bäckers
- 1982–1983 : Meister Eder und sein Pumuckl (serie TV)